# 2024年7月8日のウクライナ攻撃
2024年7月8日のウクライナ攻撃は、ロシア軍により放たれた40発以上のミサイルが、キーウ、クルィヴィーイ・リーフ、ドニプロ、ポクロウシク、クロピヴニツキーを襲い、少なくとも47人が死亡、約170人が負傷した事案のことをさす。キーウでは、攻撃によって住宅やインフラが損壊し、特に国内最大の小児科病院であるオフマディト小児科病院では大人2人が死亡したほか、アルテムが同市に構えていた軍事工場にもミサイルが命中した。国際社会は小児科病院が被害を受けたこの攻撃を非難。ウクライナ保安庁は、ロシアによる小児科病院への攻撃を戦争犯罪とし、この件に関する刑事手続きを開始した 。ヒューマン・ライツ・ウォッチも、小児病院への攻撃は戦争犯罪として捜査されるべきであると報告している。

## 攻撃

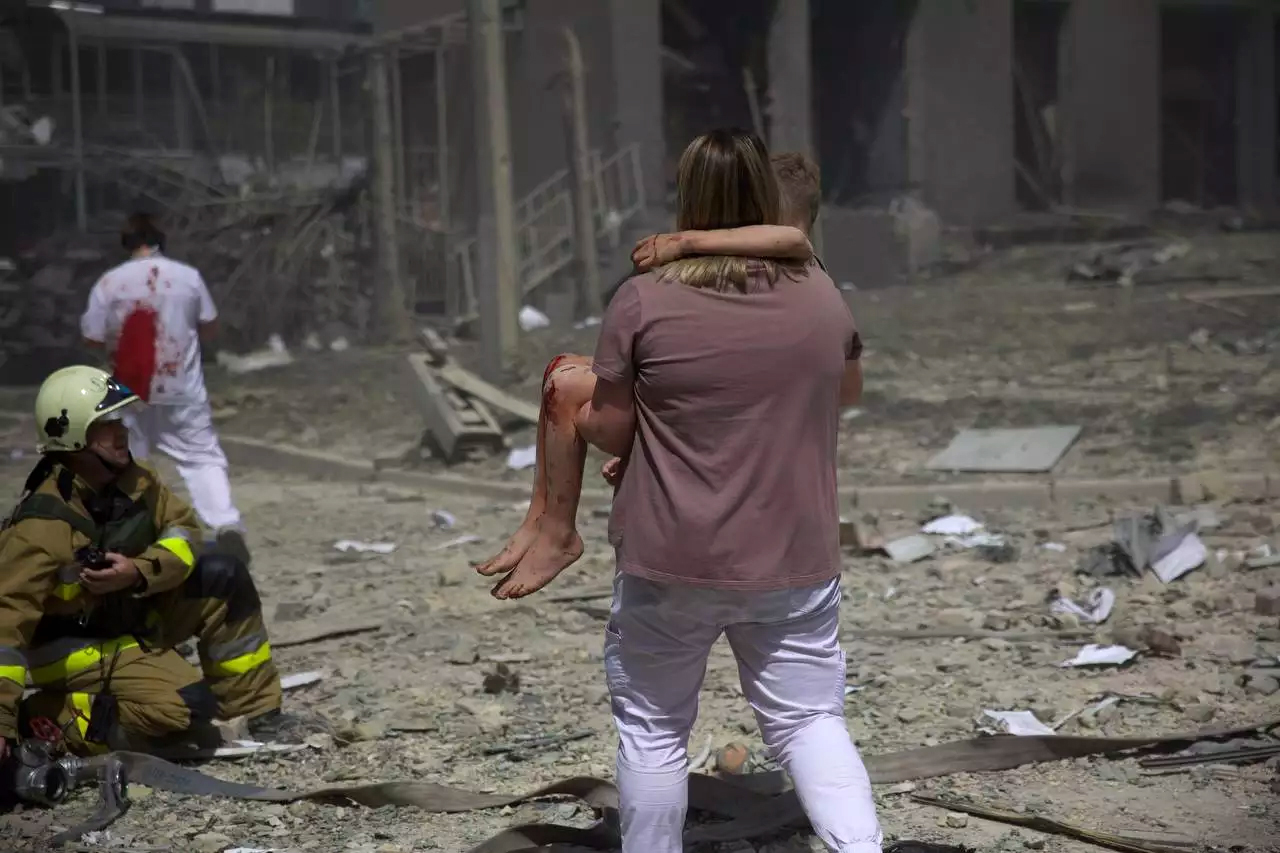
オフマディト小児科病院から非難する子供の様子

午前10時、ロシア軍が40発以上のミサイルをウクライナへ向けて放った。アナリストからなるコミュニティのMolfarは、オフマディト小児科病院への攻撃がサラトフ州のエンゲルス2空軍基地のパイロットと整備員によって行われたと主張している。攻撃当日の報道では死者36人（うちキーウ21人）であったが、その後増加し、攻撃の翌日にはウクライナのウォロディミル・ゼレンスキー大統領が、北大西洋条約機構首脳会議に参加するために訪問した米首都ワシントンD.C.で、ロシア軍による前日の攻撃の犠牲者が43人になったことを明らかにしたほか、負傷者は同じく7月9日朝時点で170人となった。

### オフマディト小児科病院
オフマディト小児病院の毒性科棟には、ミサイルが直撃し、建物の屋根が崩壊し、大人2人が死亡したほか、ウクライナ当局によると、子ども7人を含む16人が負傷した。また、院内のがん患者は両親とともに病院から避難した。攻撃時、院内には600人超の患者がおり、その一部は隣国モルドバからの子供で、そのうちの1人は攻撃の瞬間に手術台上にいた。 
ロシアは、この攻撃は報復であるとしたほか、ミサイルなどは防衛産業の標的に命中したのであり、病院の破壊はウクライナの防空システムによって引き起こされたものであると主張した。一方、ウクライナ保安庁は7月9日、病院に着弾したKh-101ミサイルの破片を発見したと発表した。OSINTの分析によれば、Kh-101ミサイルの機能に異常はなかったほか、飛行中はジェットエンジンで動力を得ており、着弾まで損傷していなかったという。国際連合ウクライナ人権監視ミッションの代表は、着弾地点を訪問した後、「高い妥当性」を以てこれらの調査結果を追認した。
攻撃から2日経った7月10日には、小児科病院でロシアのミサイル攻撃に巻き込まれた幼い男児が搬送先の別の病院で死亡したことを、ウクライナのリャシュコ保健相が明らかにした。

### キーウ市内

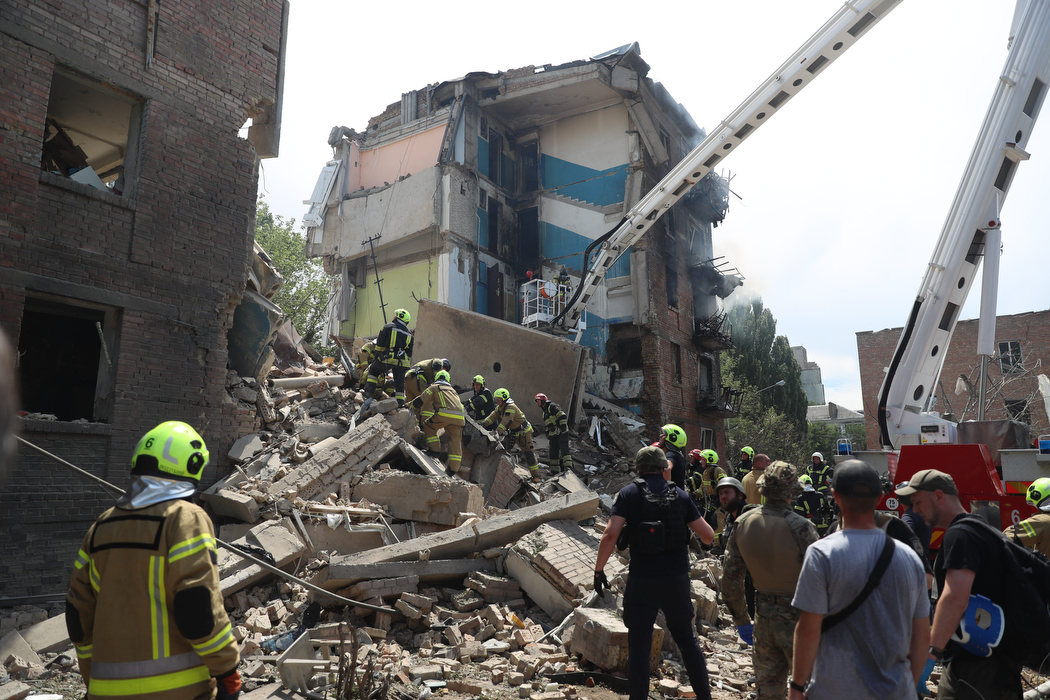
攻撃で破壊された住居（シェウチェンコ区）

ミサイルのうち6発は、軍事持株会社のアルテムに命中した。ロシアはこの工場が軍需品を生産していると主張しているが、ウクライナ側はこれを否定している。AP通信は、この工場は「様々な軍用ミサイルの部品」を生産していると述べている。なお、この工場は2023年12月29日ウクライナ攻撃で一度攻撃を受けていた。
シェウチェンコ区では、アパートが攻撃を受けて入り口のうち1つが完全に破壊され、住民は避難を余儀なくされた。当局によると、キーウ全体では33人が死亡（うち子供5人）、121人が負傷（うち子供10人）した。
また、この攻撃により、同日予定されていた日本政府と国際協力機構（JICA）による地雷除去機のウクライナ政府への引き渡し式は延期となったが、翌7月9日に開催され、日本企業の日建が開発した地雷除去機4台がウクライナ非常事態庁に引き渡された。

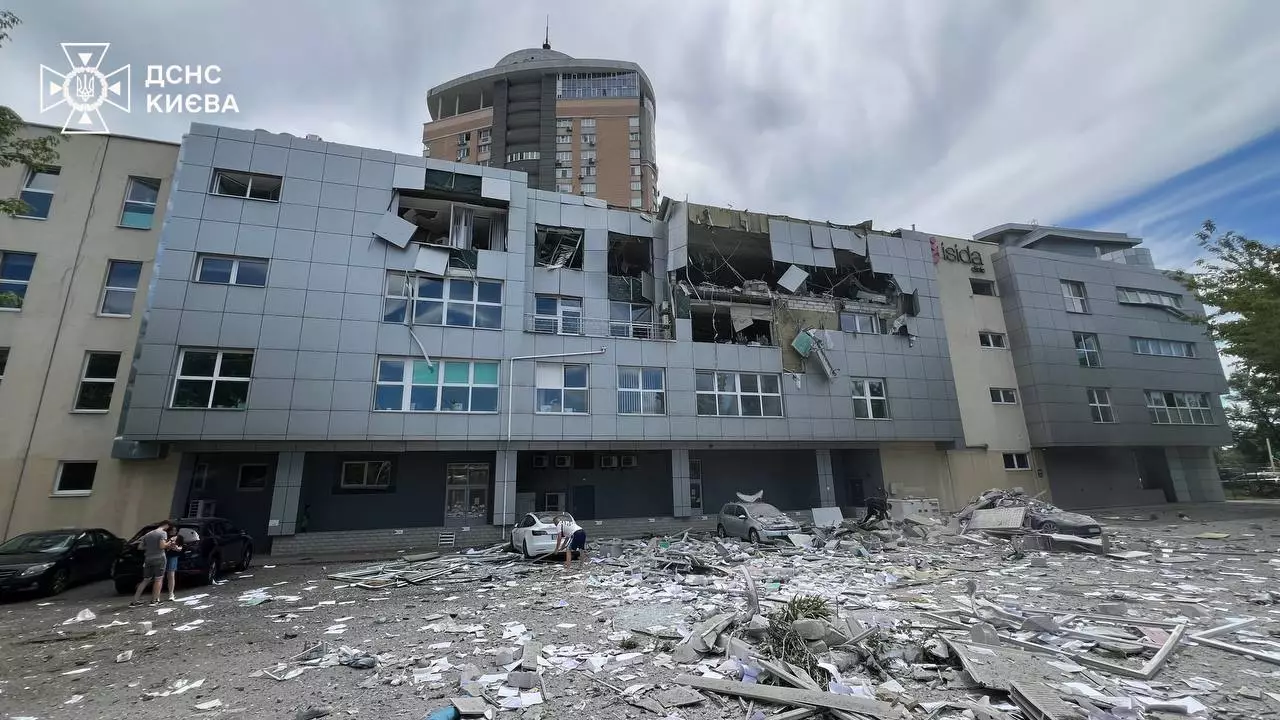
攻撃を受けたドニプロ区の建物。医療センターのアドニス（Adonis）とイスィダ（Isida）が入る。

### キーウ以外
- クルィヴィーイ・リーフ - ロシアのミサイル攻撃が石炭加工工場の管理棟を直撃し[8]、10人が死亡[4]、53人が負傷した[7]。
- ドニプロ - 高層ビルにミサイルが命中し、1人が死亡、12人が負傷した[5][35]。
- ポクロウシク - 3人が死亡[36]、3人が負傷した[6]。

## 国際社会の反応・対応
- ウクライナ

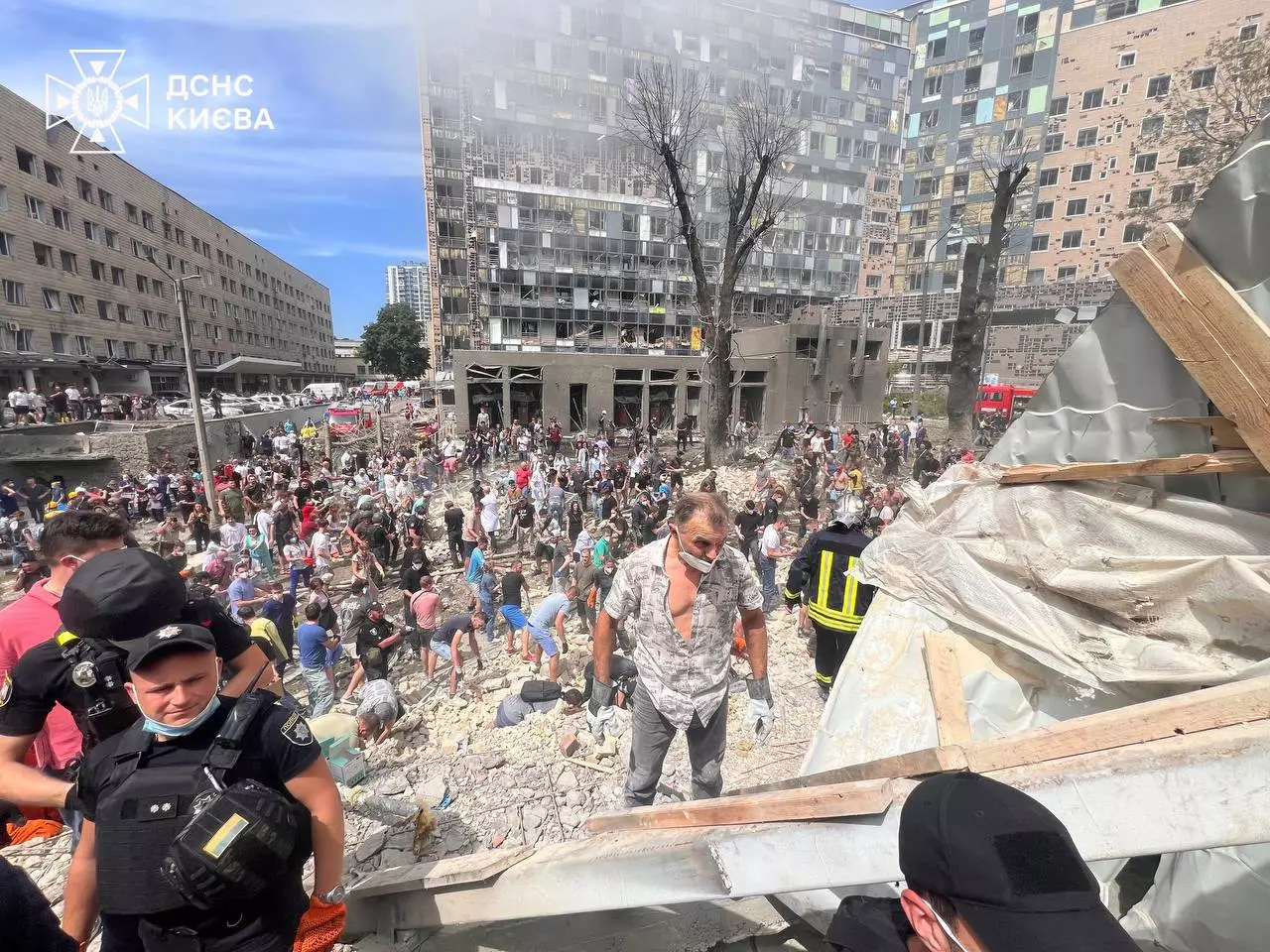
破壊されたオフマディト小児科病院のようす

  - クルィヴィーイ・リーフでは、翌7月9日が服喪の日と宣言された[5]。キーウのビタリ・クリチコ市長は、ロシアが「ウクライナの住民を大量虐殺した」と非難した[20]。
  - ウォロディミル・ゼレンスキー大統領は、NATO（北大西洋条約機構）加盟国に対し、ロシアによるウクライナの国土と子どもたちへの攻撃に対して「より大きなレジリエンスと強い対応」を示すよう求め、防空提供に向けて具体的な行動をとるよう呼びかけた。大統領顧問のミハイロ・ポドリャクは、ハンガリーと中国による「即時停戦」の要請について、「侵略者は『平和』を口にするので殺す権利があり、被害者は自衛すべきではない」という「誤った感情」を広めることで、ロシアの侵略をさらに推し進めるだけだと述べた[37]。また、「プーチンと平和を協議する試みがあるたびに、ロシアは住宅や病院への攻撃で応えている」と主張し、ロシアに融和的な姿勢では和平は達成できないとの考えを改めて示した[38]。あわせて、通信アプリへの投稿で「われわれはオフマトディトを元に戻す」と表明、復旧に向けて4億フリブナ（当時のレートで約15億8000万円）を拠出する方針を明らかにした[39]。
  - アンドリー・コスティン（英語版）検事総長は、攻撃に関するすべての情報を国際刑事裁判所（ICC）に送ったと報告した[37]。また、7月11日のインタビューにて、「国際正義のためにキーウ最大の小児病院への意図的な攻撃のようなケースはICCに持ち込む価値がある」として、ロシアを訴追するようICCに要請した[40]。
  - テニス選手のエリナ・スビトリナは、同日に行われたウィンブルドン選手権での王欣瑜（英語版、中国語版）との試合にて、攻撃の犠牲者を追悼するための黒いリボンをスポーツウェアに着用した[41]。
  - オフマディト小児科病院の心臓病センターの医師であるアラ・ネソリオノワ（Alla Nesolionova）は、「私が望む唯一のことは、このことが100万倍悪くなって返ってくることです。自分の肌で感じてほしいのです」[42]と述べた。
- ロシア
  - 7月8日、ロシア国防省は、「ロシアのエネルギー・経済施設に損害を与えようとするキエフ政権の企てへの対応として」ロシア軍がウクライナの防衛産業目標と航空基地への攻撃を実施したと発表し[43]、民間インフラへの損害は、都市内から発射されたウクライナの防空ミサイルの落下によってもたらされたと主張した[44]。また、同省は、目標を達成し、指定された目標をすべて達成したと主張した[43]。

- 日本
  - 7月9日、林芳正官房長官は記者会見で、ウクライナ各地を狙ったロシアによる大規模攻撃について「多くの市民が犠牲になったことは極めて深刻だ。断じて正当化できず強く非難する」と述べたほか、国連安全保障理事会が緊急会合を開くことに触れ「同志国と連携しつつ適切に対応する」と語った。
- フランス
  - フランス外務省はこの攻撃を「野蛮」とし、特に小児病院への意図的な攻撃について、ロシアが戦争中に広めた「戦争犯罪のリストに追加された」と述べた[37]。
- イタリア
  - イタリア外相のアントニオ・タヤーニは攻撃を非難し、ウクライナの主権を擁護するイタリア政府の取り組みを主張した[37]。また、「戦争犯罪は国際社会全体から非難されなければならない」と述べた[38]。
- ドイツ
  - ドイツ保健大臣のカール・ラウターバッハ（英語版、ドイツ語版）は、オフマディト小児科病院へのミサイル攻撃で被害を受けたウクライナの子どもたちに医療支援を提供する用意がドイツにあると発表した[45]。
- アメリカ合衆国
  - ジョー・バイデン米大統領は、この攻撃を「ロシアの残虐性を思い起こさせる恐ろしいもの」とし、国際社会がウクライナとともに立ち、ロシアの侵略行為を軽視しないよう呼びかけた。また、同大統領は、米国政府とNATOが、防空能力の向上を含め、ウクライナへの援助と支援を行うためのプログラムをさらに発表すると述べた[46]。
- イギリス
  - キア・スターマー英首相は、「罪のない子供たちを攻撃すること」を「最も下劣な行為」として、これを非難した[47]ほか、新政権としてもウクライナを支え続ける姿勢を示した[38]。
- インド
  - インドのナレンドラ・モディ首相は、攻撃と同じ7月8日に対談した[48]ロシアのウラジーミル・プーチン大統領と同席しながら記者団に対し、「人間性というものを信ずる者なら誰でも、死人が出ると、特に純粋無垢の子どもたちが死ぬと、悩んでしまうものだ」と語った[49]。モディは攻撃当日、プーチンと会談するためモスクワを訪問、二人は握手し熱いハグを交わしており[48]、ウォロディミル・ゼレンスキー烏大統領はこの行為を批判した[50]。
- チェコ
  - チェコ外相のヤン・リパフスキー（英語版）は、「病院の子供を襲う人殺しなど人間の屑だ。」と述べた[51]。
- モルドバ
  - モルドバ大統領のマイア・サンドゥは、小児病院に対する攻撃を非難し、戦争犯罪や「子どもたちに対する戦争」と呼ばれるものに抗議し、すべての子どもたちが「平和で幸福に生きる機会を持つ」未来を求めたほか、同国のクリスティーナ・ゲラシモフ（英語版）欧州統合担当副首相は、犠牲者に敬意を表するために病院を訪れ、ストライキを非難し、戦争犯罪を裁くよう呼びかけた[21]。
- 国際連合
  - 7月9日、国連安全保障理事会が緊急の公開会合を開いた[52]。国際連合人道問題調整事務所（OCHA）の高官が「病院を狙った意図的な攻撃は戦争犯罪だ」「病院は国際人道法で保護されている」などと指摘し、こうした事実にもかかわらず、ロシアの侵攻が開始以降にウクライナで病院や医療従事者への攻撃が計1878件に上ると報告、批判したほか、多くの理事国も非難の声を上げたが、ロシアのネベンジャ国連大使は、被害はウクライナの防空システムの誤作動によるものだと主張した[52]。ロシアは2024年7月の安保理議長国を務めており、ウッドワード英国連大使は「安保理議長の名誉を傷つけるものだ」と攻撃を糾弾したほか、志野光子国連次席大使も「常任理事国による国連憲章違反が引き起こした犠牲に深い憤りを覚える」と表明した[52]。
  - アントニオ・グテーレス国連事務総長は、ロシアのミサイル攻撃を「図抜けて衝撃的」と呼んだ[53]。国連ウクライナ援助調整官のデニス・ブラウン（英語版）は、この攻撃を非難し、民間人の保護を求めた。ユニセフのムニール・ママドザーデ（Munir Mammadzade）は、ロシアの侵攻は「子どもたちに不釣り合いな影響を与え続けている」と述べた[54]。国連安全保障理事会は、フランス、イギリス、スロベニア、エクアドル、アメリカからの要請を受けて、民間人の攻撃を受けて7月9日に臨時会合を計画した[37]。国際連合人権監視団（英語版）は、ミサイルの破片ではなくミサイルそのものが「直撃」したと考える方が「（より）尤もらしい」と宣言した[26]。
- 欧州連合
  - ボレル外交安全保障上級代表（外相）は「ロシアは冷酷に市民を標的にし続けている」と指摘し、ウクライナでミサイルやドローン攻撃による被害が相次いでいることから、防空強化の支援を急ぐよう訴えた[38]。
- NGOなど
  - アムネスティ・インターナショナルは攻撃を非難し、責任はロシアにあるとの見方を示したほか、攻撃の責任をウクライナになすりつけようとするロシアの試みを「無自覚な大胆さ（a callous audacity）」と呼んだ[55]。
  - ヒューマン・ライツ・ウォッチは「医療施設に向けられた攻撃は国際人道法上の戦争犯罪であり、オフマディト小児科病院を襲った攻撃は潜在的な戦争犯罪の一つとして調査されるべきである」とした[14]。